# Рамос Урсагасте, Мария Луиса
Мария Луиса Рамос Урсагасте (исп. María Luisa Ramos Urzagaste; род. 1965) ― боливийский государственный деятель, дипломат. Чрезвычайный и полномочный посол Боливии в Российской Федерации в 2009―2015 и с 2021 года.

## Биография
Родилась в 1965 году в регионе Чако на юге Боливии в семье учителей. Во время диктатуры Уго Бансера Суареса отец Марии Луизы попал в тюрьму за свои политические убеждения. В 1986 году отправилась на учёбу в СССР и поступила в Университет дружбы народов имени Патриса Лумумбы на сельскохозяйственный факультет, который окончила в 1991 году по специальности «зоотехник». Впоследствии очень тепло отзывалась о годах учёбы в СССР, говоря, что это был её первый опыт «народной дипломатии». В 1995 году окончила агрономический факультет Национального Аграрного Университета в Манагуа, Никарагуа.
В 2006 году стала заместителем министра экономики Боливии. В 2009 году была назначена Чрезвычайным и полномочным послом Боливии в Российской Федерации и (по совместительству) на Украине. За время своего пребывания на этом посту объездила с рабочими визитами почти всю Россию от Москвы до Камчатки. Покинула Россию в 2015 году, а в 2016 была назначена Чрезвычайным и полномочным послом Боливии в Испании. В сентябре 2017 года была назначена на пост заместителя министра иностранных дел Боливии.